# Charles Ancillon
Charles Ancillon, född den 28 juli 1659 i Metz, död den 5 juli 1715 i Berlin, var en franskfödd tysk historiker. Han var farfars far till Frédéric Ancillon.
Ancillon, som tillhörde en ansedd hugenottsläkt, utvandrade jämte sin far och en mängd trosförvanter efter nantesiska ediktets upphävande (1685) till Brandenburg, där han efter att ha varit verksam som advokat 1699 blev Pufendorfs efterträdare som hovhistoriograf.